# Качулат пурпурноврат гуан
Качулатият пурпурноврат гуан (Penelope purpurascens) е вид птица от семейство Cracidae.

## Разпространение и местообитание
Разпространен е в Белиз, Венецуела, Гватемала, Еквадор, Колумбия, Коста Рика, Мексико, Никарагуа, Панама, Перу, Салвадор и Хондурас.